# Хунковићи
Хунковићи су насељено мјесто у општини Чајниче, Република Српска, БиХ. Према попису становништва из 1991. у насељу је живјело 88 становника.

## Становништво 1991.
Према попису становништва из 1991. године, мјесто је имало 88 становника.